# نورثفیلد (نیوجرسی)
نورثفیلد (به انگلیسی: Northfield) شهری در ایالت نیوجرسی کشور ایالات متحده آمریکا است که جمعیت آن در سرشماری سال ۲۰۱۰ میلادی، ۸٬۶۲۴ نفر بوده‌است.